# Sebastián Eguren
Sebastián Eguren Ledesma (født 8. januar 1981 i Montevideo, Uruguay) er en uruguayansk tidligere fodboldspiller, der spillede som midtbanespiller. Gennem karrieren spillede han for en række klubber i både hjemlandet og i Europa, blandt andet Montevideo Wanderers, Nacional, Sporting Gijón, Hammarby og Villarreal.

## Landshold
Eguren nåede 54 kampe og syv scoringer for Uruguays landshold, som han debuterede for den 13. juli 2001 i en Copa América-kamp mod Bolivia. Udover deltagelsen ved Copa América 2001 deltog han også ved VM i 2010 i Sydafrika.